# Pražské Předměstí (Písek)
Pražské Předměstí je část města Písek ve stejnojmenném okrese v Jihočeském kraji. Nachází se na severu města, na levém břehu Otavy, východně od silnice I/20 a železniční trati, podél ulice Pražská. V okolí železniční tratě se nacházejí průmyslové objekty, podél řeky sportovní areál a sídliště z 80. let 20. století.
Kromě toho se zde nacházejí také vojenské objekty a hypermarkety. Protéká tudy potok Jiher, který se vlévá do řeky Otavy, částečně vede v potrubí pod zemí a částečně teče po povrchu. Pražské Předměstí je spojeno s pravobřežní částí města několika mosty: při západním okraji železničním mostem a Šrámkovým mostem silnice I/20, o něco východněji lávkou od hřbitova přes ostrov, dále po proudu na východní straně kamenným mostem, Novým mostem a lávkou spojující sídliště na obou stranách řeky. Dva areály čističky odpadních vod na obou stranách řeky spojuje most ulice Pod Portyčskými skalami. Na levém břehu Otavy Pražské Předměstí sousedí s Václavským Předměstím. Přes řeku sousedí s Vnitřním Městem a Budějovickým Předměstím.

## Historie
Pražské Předměstí bylo píseckou částí v letech 1850–1879. Znovu se jí stalo v letech 1900–1920 a podruhé 1. ledna 1980.

## Obyvatelstvo
| Rok            | 1869  | 1880 | 1890 | 1900  | 1910  | 1921 | 1930  | 1950 | 1961 | 1970  | 1980  | 1991  | 2001  | 2011  | 2021  |
| -------------- | ----- | ---- | ---- | ----- | ----- | ---- | ----- | ---- | ---- | ----- | ----- | ----- | ----- | ----- | ----- |
| Počet obyvatel | 1 745 | 82   | 81   | 3 314 | 3 702 | 92   | 4 374 | 37   | 31   | 3 042 | 2 716 | 4 349 | 5 840 | 5 751 | 5 577 |
| Počet domů     | 176   | 5    | 5    | 249   | 280   | 285  | 308   | 2    | 7    | 338   | 295   | 192   | 205   | 227   | 239   |